# Моргентау, Ганс
Ганс Иохи́м Мо́ргентау (нем. Hans Joachim Morgenthau); 17 февраля 1904, Кобург, Германская империя — 19 июля 1980, Нью-Йорк, США) — немецко-американский политолог, общепризнанный основатель и глава школы прагматизма и политического реализма, ведущий теоретик США по внешнеполитическим вопросам. Преподавал во многих университетах США, в том числе в знаменитом Университете Чикаго. Написанная им в 1948 году книга «Politics Among Nations» служила главным пособием по теории международной политики в течение более чем 25 лет.

## Биография
Ганс Моргентау родился 17 февраля 1904 года в Кобурге в семье врача Людвига Моргентау и Фриды Бахман. Будучи евреем, был жертвой частых проявлений антисемитизма в школе. После школы поступил на философский факультет Франкфуртского университета, мечтал изучать искусство и философию, но по настоянию отца, считавшего, что эти профессии не могут обеспечить ему нормального дохода, в 1924 году перевёлся на юридический факультет Мюнхенского университета. В 1929 году защитил во Франкфурте-на-Майне докторскую диссертацию по теме «Международное правосудие, его сущность и пределы».
С 1929 по 1931 год Моргентау работал в фирме авторитетного адвоката, специализировавшегося в трудовом и уголовном праве, составляя для того записки по делам, рассматривавшимся в Верховном суде, а затем занимал должность ассистента профессора-правоведа Артура Баумгартена, преподававшего в Женевском университете. Нестабильная финансовая обстановка в Веймарской республике и рост антисемитских настроений заставили его в 1931 году эмигрировать в Швейцарию, где преподавал международное право и теорию международных отношений в Женевском институте международных отношений. Уже в это время выступал против господствовавшей среди правоведов теории, согласно которой Версальский договор и создание Лиги Наций исключают возможность будущей войны.
В 1935 году женился на Ирме Торман, в браке с которой в дальнейшем родились двое детей. В том же году переехал из Женевы в Мадрид. Был принят на работу в Институт международных и экономических исследований, близко сошёлся с его директором Антонио де Луной, но уже в июле 1937 года бежал от гражданской войны в США. Личный опыт знакомства с нацизмом и фашизмом повлиял на его дальнейшие работы в области теории международных отношений, в которых он страстно отстаивал позицию научного подхода к политике, вразрез с нацистской политической теорией, пропитанной национализмом и ксенофобией.
В США долго не мог найти преподавательскую должность, пока наконец не был приглашён преподавать на вечерних курсах в Бруклинском колледже. Однако ограниченный объём работы (9 часов в неделю) и отрицательное отношение в академической среде к антикоммунистическим взглядам Моргентау заставили его в 1939 году перейти на работу в Университет Канзас-Сити. Там он до 1943 года преподавал разнообразные юридические дисциплины, написал значительную часть своей монографии Scientific Man vs. Power Politics и прошёл экзамены на адвокатскую лицензию с правом практиковать в штате Миссури.
С 1943 года получил временную должность в Чикагском университете и остался там на долгий срок, в 1946 году став штатным профессором. В 1948 году увидела свет наиболее известная работа Моргентау «Политические отношения между нациями. Борьба за власть и мир» (англ. Politics Among Nations. The Struggle for Power and Peace), после которой его начали рассматривать как ведущего теоретика политического реализма. В 1944—1961 годах возглавлял Центр по изучению американской внешней и военной политики в Чикаго. С 1949 по 1951 год занимал должность консультанта Управления политического планирования Госдепартамента США, а с 1962 по 1965 год — консультанта министерства обороны США. Выступал против участия США во Вьетнамской войне с позиций, изложенных в монографии 1948 года, так как считал, что это участие ставит США в положение, из которого они не могут продвигаться вперёд без неоправданного риска или отступить без потери лица.
Умер в Манхэттене в 1980 году.

## Научная деятельность
Основное внимание Моргентау уделял развитию основ теории реализма, способной, по его мнению, не только объяснять международные отношения, но и эффективно влиять на разработку внешнеполитического курса; он также занимался проблемами международных отношений в эпоху ядерного противостояния, основополагающими принципами американской демократии, внутриполитическими вопросами (способы обеспечения равенства и процветания всех граждан в условиях свободы). Будучи под влиянием европейской интеллектуальной традиции, выраженной в увлечении Ницше, Макиавелли, Гоббсом и др., Моргентау подвергал критике присущий американской политической и социальной философии оптимизм относительно природы человека, всесилия разума, универсальности американских ценностей и интересов. По его мнению, это приводило к преобладанию во внешней политике США идеализма, морализма, сентиментализма и неоизоляционизма, которым следовало бы противопоставить учёт интересов и возможностей других государств.
Собственно, его видение внешнего мира и закономерностей, им управляющих, базируется на трёх постулатах: основным субъектом международных отношений является национальное государство, выражающее свои интересы в категориях силы (то есть они обусловлены той силой, которой он обладает); следствием этого внутренней пружиной, двигающей международные отношения, становится борьба государств за максимализацию своего влияния во внешней среде; оптимальным её состоянием видится международное (региональное) равновесие сил, предупреждающее образование национальной или коалиционной мощи, превосходящей существующие государства и их коалиции, что достигается (сознательно или бессознательно) политикой баланса сил. Эти идеи в наиболее систематизированном виде были изложены Моргентау в его фундаментальном труде «Международная политика», изданном в США в 1948 и переизданном более 20 раз. Важно отметить стремление Моргентау обосновать мысль о том, что в основе теории международной политики лежат законы политического поведения, корни которых следует искать в самой человеческой природе.

## Шесть принципов политического реализма
История политических идей, по мнению Моргентау — это борьба двух точек зрения на природу человека, общества и политики. Представители одной верят в возможность рационального и одновременно основанного на моральных принципах политического порядка. Они верят в изначальную добродетель человеческой природы и возможность усовершенствования общества путём образования и реформ. Сторонники другой точки зрения — концепции политического реализма — считают, что мир несовершенен. Чтобы создать рационально обоснованный политический порядок, необходимо учитывать несовершенную природу человека. Для современного мира характерны конфликты интересов. Значит, принцип существования всех плюралистических обществ основан на балансе интересов, на системе сдержек и противовесов.
Итак, шесть фундаментальных принципов политического реализма по мнению Моргентау:
- Первый принцип политического реализма связан с вероятностным характером политической деятельности в сфере международных отношений. Под политическим реализмом Ганс Моргентау понимал такую политическую доктрину, которая основана на учёте противоречивых сторон человеческой природы и признании ограниченных возможностей для построения справедливого и нравственного политического порядка. Политический реализм также основан на положении, что всякие действия по усовершенствованию общества — это разновидность рисковой деятельности.
- Вторым принципом политического реализма является принцип национальных интересов, понимаемых в терминах власти и могущества. Концепция национального интереса позволяет рассматривать международную политику как сферу, относительно независимую от таких областей, как экономика, религия, этнические отношения. Моргентау отмечает, что без подобного теоретического допущения невозможно создать теорию политики. Далее он продолжает, что именно понятие интереса, трактуемого в терминах власти и могущества, даёт возможность теоретического понимания международных отношений и международной политики.
- Третий принцип политического реализма состоит в том, что политический реализм избавляет теорию международных отношений от двух заблуждений — исследования мотивов и намерений, лежащих в основе политических действий, а также изучения идеологических предпочтений субъектов международных отношений. Точка зрения, согласно которой ключом к пониманию внешней политики являются исключительно мотивы государственного деятеля, ошибочна. Внешнюю политику нельзя рассматривать через психологические феномены.
- Четвёртый принцип утверждает, что политический реализм признаёт моральное значение политического действия. Он также признаёт неизбежность несоответствия морального императива и требований успешной политики. Неучёт этого несоответствия мог бы внести путаницу в моральные и политические вопросы, представив политику более моральной, а моральный закон менее строгим, чем это есть на самом деле.

Реализм утверждает, что универсальные моральные принципы не приложимы к государственной деятельности в своей абстрактной формулировке и должны быть пропущены через конкретные обстоятельства места и времени. Индивид может сказать: «Fiat justitia, pereat mundus (Пусть гибнет мир, но торжествует закон)», но государство не имеет такого права. И индивид, и нация должны оценивать политические действия на основе универсальных моральных принципов, таких, например, как свобода. Однако если у индивида есть моральное право принести себя в жертву этим моральным принципам, то нация не вправе ставить мораль выше требований успешной политики, которая сама по себе основана на моральном принципе выживания нации. Благоразумие, понимаемое как учёт последствий политических действий, является составной частью политической морали и высшей добродетелью в политике. Этика судит о действии по его соответствию моральному закону; политическая этика судит о действии по его политическим последствиям.
- Пятый принцип указывает на то, что политический реализм отрицает тождество морали конкретной нации и универсальных моральных законов. Проводя различие между истиной и мнением, он разделяет также истину и идолопоклонство. Все нации испытывают соблазн — и лишь немногие могут противиться ему в течение долгого времени — представить собственные цели и действия как проявление универсальных моральных принципов. Одно дело знать, что нации являются субъектом морального закона, другое — утверждать, что хорошо и что плохо в отношениях между нациями. Существует несоответствие между верой в то, что все подчиняется воле Бога, и убеждённостью в том, что Бог всегда на чьей-либо стороне. Отождествление политических действий конкретного государства с волей Провидения не может быть оправдано с моральной точки зрения, ибо это, по сути, проявление такого греха, как гордыня, против которого греческие трагики и библейские пророки предупреждали и правителей, и управляемых. Такое отождествление опасно и с политической точки зрения, ибо оно может вызвать искажённый взгляд на международную политику и в конечном счёте привести к тому, что государства будут стремиться уничтожить друг друга якобы во имя моральных идеалов либо самого Господа.

С другой стороны, именно понятие интереса, определённого в терминах власти, не позволяет нам впасть как в указанные моральные крайности, так и в подобное политическое недомыслие. Действительно, если мы рассматриваем все нации, включая свою, как политические образования, преследующие свои интересы, определённые в терминах власти, то мы способны быть справедливыми ко всем: во-первых, мы способны судить о других нациях так же, как мы судим о своей; во-вторых, исходя из этого мы можем проводить политику, которая уважает интересы других наций и в то же время защищает и продвигает интересы нашей собственной нации. Умеренность в политике является отражением умеренности морального суждения.
- Шестой принцип. Таким образом, существует огромная разница между политическим реализмом и другими теоретическими школами. Однако теорию политического реализма часто понимают и интерпретируют неправильно, хотя в ней нет противоречия между требованиями рациональности, с одной стороны, и моралью — с другой. Политический реалист утверждает, что политической сфере присуща своя специфика, подобно тому как это делают экономист, юрист, этик. Он мыслит в терминах интереса, определённого как власть, подобно тому как экономист мыслит в категориях интереса, определённого как богатство, юрист — в категориях соответствия действия юридическим нормам, этик — в категориях соответствия действия моральным принципам. Экономист спрашивает: «Как эта политика влияет на богатство общества?». Юрист спрашивает: «Соответствует ли эта политика законам?». Моралист спрашивает: «Соответствует ли эта политика нравственным принципам?». А политический реалист спрашивает: «Как эта политика влияет на силу нации?». Конечно, политический реалист признаёт существование и важность неполитических феноменов, но он рассматривает их с точки зрения политики. Он также признаёт, что другие науки могут рассматривать политику под своим углом зрения.

Вкратце эти принципы звучат так:
- Политика, как и общество в целом, управляется объективными законами, укоренёнными в неизменной и далеко не совершенной природе человека, попытки изменения которых всегда обречены на неудачу; можно создать теорию, более или менее отражающую эти законы.
- «Политический реализм учитывает значимость политического действия с моральной точки зрения. Он также учитывает неизбежное противоречие между моральным предписанием и требованиями политического действия».
- Основной признак политического реализма — концепция интереса, определяемого в терминах власти/силы, которая рационально упорядочивает предмет политики, тем самым делая возможным её теоретическое понимание.
- Интерес, определяемый как власть/сила, — объективная, универсально обоснованная категория, но не потому, что она якобы установлена раз и навсегда; содержание и способ властвования обусловлены политическим и культурным контекстом.
- Отказ от отождествления моральных устремлений конкретного государства с универсальными моральными законами, то есть ни одно государство не обладает монопольным правом на добродетель, на установление того, «что хорошо, а что плохо» с моральной точки зрения; именно концепция интереса предотвращает злоупотребления такого рода.
- Политическая сфера является автономной; для политика определение интереса в качестве власти/силы — то же самое, что для экономиста определение интереса в качестве богатства.

#### Переводы на русский язык
- Моргентау Г. Система международных отношений. Нации в борьбе за власть. — М.: Родина, 2023. — 528 с. — ISBN 978-5-00222-227-8.